# Lydulus
Lydulus is een geslacht van kevers uit de familie oliekevers (Meloidae).
Het geslacht is voor het eerst wetenschappelijk beschreven in 1893 door Semenov.

## Soorten
Het geslacht omvat de volgende soorten:
- Lydulus albopilosus Semenov, 1893
- Lydulus granulidorsis Semenov, 1896
- Lydulus pygmaeus (Dokthouroff, 1889)
- Lydulus semipurpureus Reitter, 1902
- Lydulus uzbekistanicus Kaszab, 1981